# 南原之戰
南原之戰是第二次萬曆朝鮮之役中於1597年8月12日至8月15日（即萬曆二十五年七月廿三至七月廿六）發生在南原城的戰鬥。
1597年，日本撕毀停戰協議，發動第二次侵朝戰爭。豐臣秀吉下達了攻略全羅道的命令。明軍則由麻貴守漢陽、陳愚衷守全州、吳惟忠守忠州、茅國器守星州，試圖用鉗形攻勢包圍日軍的物資中轉站釜山。在8月27日（七月十五）的漆川梁海戰中，朝鮮水軍遭到日軍伏擊而大敗，幾乎全軍覆沒；日軍便開始分水陸兩栖進攻全羅道，宇喜多秀家五萬六千人的大軍直指南原城；毛利秀元率軍攻打黃石山城。
南原城內共有楊元率領的明軍騎兵三千人；朝鮮方面，則由全羅兵使李福男、南原府使任鉉、助防將金敬老、光陽縣監李春元、唐將接伴使鄭期遠等召集了一千名朝鮮兵一起守衛。楊元到達南原城後便加強了城池的防禦，挖掘一二丈深的護城河，並在城門安放了三門大炮。
8月12日，日軍到達南原城下。南原城建於平原之上，日軍以宇喜多秀家、藤堂高虎、太田一吉攻南門，小西行長、宗義智、脇坂安治、竹中重利攻西門，加藤嘉明、島津義弘攻北門，蜂須賀家政、毛利吉成、生駒一正攻東門。日軍使用火繩槍攻擊城上的守軍，明、朝聯軍也用大炮和箭矢還擊。不過由於守軍裝備落後，處於劣勢。守城戰更使明軍騎兵無法發揮優勢。
隨著時間的推移，南原城守軍不斷陣亡，士氣逐漸低落。楊元向全州守將陳愚衷求救，但陳愚衷卻按兵不動。到了攻防戰的第四天，日軍填埋了護城河，並使用攻城梯攻上了城牆。楊元決定逃出城去，派人招呼朝鮮將軍李福男等人，但李福男拒絕了這個建議。楊元便殺出南門，向漢陽方向逃去。明將毛承先、朝鮮將李福男等英勇戰死。隨後日軍進行屠城。
南原之戰後，日軍長驅直入，攻破全州、黃石山城、公州等地，威脅漢陽。麻貴被迫將各地守軍召集到漢陽。這種局勢直到後來稷山之戰爆發後才得到轉機。